# Sebastian Stempfl
Sebastian Stempfl († 12. April 1418 in Brixen) war Bischof von Brixen.

## Leben und Wirken
Sebastian Stempfl war bäuerlicher Herkunft aus Taisten im Pustertal, sein Vater war Richter in Gufidaun. Er studierte in Wien und Bologna und erhielt 1399 ein Kanonikat in Brixen, wurde 1404 Dekan am Kollegiatkapitel in Innichen (Benediktinerstift Innichen) und 1404 Domdekan von Brixen. Oswald von Wolkenstein erwarb sich durch den Bau einer Kapelle am Hof die Sympathie Stempfls, der ihm zu einer Karriere im Hochstift verhelfen wollte.
Das Brixner Domkapitel wählte Stempfl am 23. Juni 1417 ohne Einfluss des Landesfürsten zum Nachfolger von Bischof Ulrich Prustl, die Wahl wurde durch den Salzburger Erzbischof bestätigt. Eine Konsekration durch den Papst war wegen des Schismas nicht möglich. Die Weihe fand durch Erzbischof Eberhard III. von Neuhaus statt. Bischof Sebastian starb jedoch bereits nach kurzer Regentschaft und wurde im Brixner Dom beigesetzt.